# トモダチ (ケツメイシの曲)
「トモダチ」は、ケツメイシのメジャー4枚目・通算7枚目のシングル。

## 解説
本作で初のオリコンシングルチャートのトップ10入りを果たし、ケツメイシの知名度を上げた楽曲。
本作から「お二人Summer」まで15作連続でトップ10入りを記録した。MV監督は宅野祐介。
『ミュージックステーション』（テレビ朝日系）に初出演した。
2005年、実教出版発行の高校用教材「資料現代社会」に1コーラス目の歌詞が掲載された。

## 収録曲
全曲 作詞・作曲：ケツメイシ、編曲：ケツメイシ・YANAGIMAN
1. トモダチ (6:04)
  - テレビ東京系『JAPAN COUNTDOWN』エンディングテーマ。
  - 友人との別れを歌った歌。MVにはモデルの海斗が出演している。
2. 3分ブッキング (3:00)
  - 合コンでの一幕を歌った歌。